# 里维耶尔-萨斯和古尔比
里维耶尔-萨斯和古尔比（法語：Rivière-Saas-et-Gourby，法語發音：[ʁivjɛʁ sas e ɡuʁbi]）是法国朗德省的一个市镇，属于达克斯区。

## 历史
1825年，市镇里维耶尔（Rivière）和萨斯（Saas）为市镇里维耶尔-萨斯（Rivière-Saas）。1831年，里维耶尔-萨斯和市镇古尔比（Gourby）合并为市镇里维耶尔-萨斯和古尔比（Rivière-Saas-et-Gourby）。

## 地理
里维耶尔-萨斯和古尔比（43°40'45"N, 1°9'6"W）面积27.37 平方千米，位于法国新阿基坦大区朗德省，该省份为法国西南部沿海省份，是法國本土面积第二大的省，北起吉倫特省，西临大西洋，南至大西洋比利牛斯省，东临热尔省，东北与洛特-加龍省接壤。
与里维耶尔-萨斯和古尔比接壤的市镇（或旧市镇、城区）包括：昂古梅、马热斯克、梅斯、奥里斯特、圣茹尔德马雷讷、索比斯、谢斯、泰尔西斯莱班、圣保罗莱达克斯。
里维耶尔-萨斯和古尔比的时区为UTC+01:00、UTC+02:00（夏令时）。

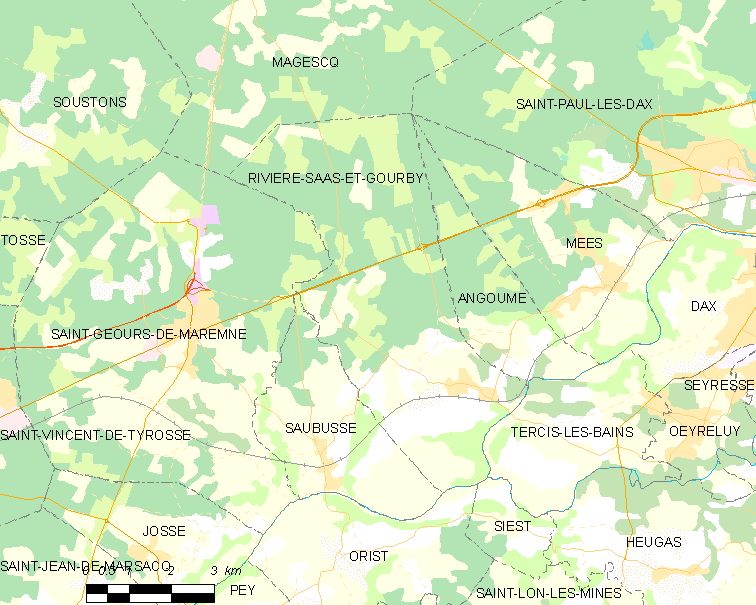
里维耶尔-萨斯和古尔比的OSM定位图

## 行政
里维耶尔-萨斯和古尔比的邮政编码为40180，INSEE市镇编码为40244。

## 政治
里维耶尔-萨斯和古尔比所属的省级选区为达克斯第一县。

## 人口
里维耶尔-萨斯和古尔比于2022年1月1日时的人口数量为1425人。

1962-2008年间里维耶尔-萨斯和古尔比人口变化图示